# Sofia Poliakova
Sofia Poliakova (russe : София Викторовна Полякова, 1914-1994) est une philologue classique, spécialiste de l'Empire byzantin et des auteurs de l'Antiquité grecque et byzantine. Elle est la première à publier un recueil des poèmes de la russe Sophia Parnok et la première chercheuse à élucider le lien entre Parnok et Marina Tsvetaïeva. Son travail sur Parnok relança l'intérêt des chercheurs pour la poétesse.

## Enfance et éducation
Sofia Viktorovna Polyakova est née à Pétrograd en 1914. Excepté une brève période au cours de la Seconde Guerre mondiale où elle vit à Moscou, Poliakova passe toute sa vie à Pétrograd. En 1938, elle sort diplômée de l'Université de Pétrograd en philologie classique. Dès qu'elle l'obtient, Poliakova commence à travailler dans le département de philologie comme un assistante d'enseignement. Entre 1941 et 1944, elle travaille au Bureau d'Information Soviétique à Moscou, mais à la fin de la guerre, elle repart à Leningrad et reprend son poste à l'université. En 1945, elle termine sa thèse, La sémantique de l'imagerie de l'ancienne épopée historique (Ve siècle av. J.-C. - Ier siècle) et est promue professeure adjointe.
Poliakova enseigne la littérature grecque ancienne et byzantine et est connue comme une experte sur la traduction de textes byzantins ainsi que des poètes russes de l'Âge d'Argent,,. Elle est connue comme une professeure exigeante et permet à ses élèves de l'appeler à la maison pour les aider avec leurs études. Poliakova partage un appartement avec Irina Vladimirovna Felenkovskaya (russe : Ирины Владимировны Феленковской) et leurs chiens,. Elle enseigne à l'Université de Leningrad jusqu'en 1972, année où elle prend sa retraite. Si elle aime enseigner, elle préfère faire de la traduction et étudier des figures littéraires. Une grande partie de son travail n'est pas publié en Russie au cours de sa vie, elle n'était donc pas inquiète concernant la rectitude politique, ni par le fait que certains puisse voir son travail comme eurocentrés. En fait, elle fait valoir que le cosmopolitisme développe un sens aigu du patriotisme.
En 1979, Poliakova publie София Парнок: Собрание стихотворения (Sophia Parnok : Œuvres complètes), le premier recueil complet de la poétesse russe, chez Ardis Press à Ann Arbor, dans le Michigan. Le livre n'est pas publié en URSS, et la première édition russe n'est publiée qu'en 1998, après le décès de Poliakova. Puis, en 1983, elle publie Незакатные оны дни: Цветаева и Парнок (Ces jours qui ne flétrissent pas : Tsvetaïeva et Parnok) également chez Ardis Press, qui est le premier travail d'une chercheuse identifiant Parnok comme la femme dans le cycle Girlfriend de Marina Tsvetaïeva.,. Plus tard, les chercheurs s'intéressant aux deux poétesses, dont Diana Burgin et Simon Karlinski, s'inspireront largement du travail de Poliakova dans leurs biographies et son érudition relance l'intérêt des milieux universitaires pour Parnok aux États-Unis et plus tard en Russie,.

## Mort et héritage
Poliakova meurt d'une défaillance cardiaque le 30 avril 1994, à Saint-Pétersbourg,. À titre posthume, plusieurs de ses œuvres sont publiées, et ses papiers sont déposées aux Archives d'État de la littérature et de l'art.

## Œuvres choisies
- (ru) Иоанн et al. Камениата, С. В. (traducteur) Полякова et И. В. (traducteur) Феленковска, Две византийские хроники X века : Псамафийская хроника [« Deux chroniques byzantines du Xe siècle »], Moscou, Издательство восточной литературы,‎ 1959 (OCLC 496639327)
- (ru) С. В. Полякова, Византийская любовная проза [« Prose amoureuse byzantine »], Moscou, Наука,‎ 1965 (OCLC 829705599)
- (ru) С.В. Полякова et Дмитрий Сергеевич Лихачев, Византийские легенды [« Légendes byzantines »], Léningrad, Akademija Nauk,‎ 1972 (OCLC 71567546)
- (ru) София Парнок, София Парнок : собрание стихотворений Подробнее [« Sophia Parnok : Sélection d'oeuvres »], Ann Arbor, Michigan, Ardis Press,‎ 1979
- (ru) Софья Викторовна Полякова et Карен Никитич Юзбашян, Из истории византийского романа опыт интерпретации "Повести об Исмине и Исмини" Евмафия Макремволита [« De l'histoire de la littérature byzantine, l'expérience d'interprétation de "The Tale of Ismina and Ismini" par Eumafia Makremvolita »], Moscou, Наука,‎ 1979 (OCLC 491119242)
- (ru) Sofiâ Viktorovna Polâkova, Средневековые латинские новеллы XIII в [« Nouvelles latines médiévale du XIIIe siècle »], Leningrad, Nauka,‎ 1980 (OCLC 891228209)
- (ru) С.В. Полякова, Незакатные оны дни : Цветаева и Парнок [« Ces jours qui ne flétrissent pas : Tsvetaïeva et Parnok »], Ann Arbor, Michigan, Ardis Press,‎ 1983 (OCLC 560988563)
- (ru) С.В. Полякова et И. В. Феленковская, Византийский сатирический диалог [« Dialogue satirique byzantin »], Leningrad, Akademija Nauk,‎ 1986 (OCLC 16260029)
- (ru) С. В. Полякова et Карен Никитич Юзбашян, "Метаморфозы", или, "Золотой осел" Апулея [« "Metamorphosis", ou "The Golden Onager" d'Apuleius »], Moscou, Изд-во "Наука," Глав. ред. восточной лит-ры,‎ 1988 (lire en ligne)
- (ru) Софья Викторовна Полякова, Осип Мандельштам : наблюдения, интерпретации, неопубликованное и забытое [« Ossip Mandelstam: observations, interprétations, non-publié et oublié »], Ann Arbor, Michigan, Ardis Press,‎ 1992 (OCLC 236171973)
- (ru) Софья Викторовна Полякова, Жития византийских святых [« Vie des Saints byzantins »], Saint Pétersbourg, Корвус,‎ 1995 (ISBN 978-5-7921-0051-0)

### À titre posthume
- (ru) София Парнок, София Парнок : собрание стихотворений [« Sophia Parnok : Oeuvres complètes »], Saint Petersburg, Russia, Revised and updated,‎ 1998, 538 p. (ISBN 978-5-87135-045-4)
- (ru) С. В. Полякова, "Олейников об Олейникове" и другие работы по русской литературе [« "Oleynikov on Oleynikov" et autres travaux sur la littérature russe »], Saint Petersburg, Russia, Инапресс,‎ 1997, 381 p. (ISBN 978-5-87135-034-8)